# Anna Martola
Anna Martola (1991) è una giocatrice di football americano finlandese, che gioca come wide receiver per le Helsinki Wolverines..

## Palmarès
- 1 Europeo (2019)
- 4 Naisten Vaahteraliiga (Helsinki Wolverines 2017, 2018, 2019, 2020)